# Whip Rush
Whip Rush (ウィップラッシュ　惑星ボルテガスの謎, Whip Rush: Wakusei Voltegeus no Nazo) est un jeu vidéo de type shoot them up sorti en 1990 et fonctionne sur Mega Drive. Le jeu a été développé par Vic Tokai puis édité par Sega au Japon et par Renovation Products aux États-Unis.